# Европейское пресс-фотоагентство
 Европейское пресс-фотоагентство EПА  (epa european pressphoto agency b.v Архивная копия от 1 августа 2012 на Wayback Machine) является международным агентством фотоновостей.
Фотографии со всех частей мира, отображающие новости, политику, спорт, бизнес, финансы, а также искусство и культуру сделаны более чем 400 профессиональными фотографами и включены в службу фотоновостей ЕПА.
Фотоагентство ЕПА включает в себя широкую сеть фотографов-сотрудников со всего мира и сеть фотоагентств, которые являются лидерами на рынке фотографии в своих странах.
Все фотографии редактируются и распространяются среди клиентов и партнеров во всем мире через редакционную штаб-квартиру во Франкфурте-на-Майне, Германия, которая работает 24 часа в сутки.

## Услуги ЕПА
Фотоагентство ЕПА заработало себе репутацию агентства предоставляющего надежные, независимые и уникальные фоторепортажи.
Услугами международной службы фотоновостей ЕПА пользуются различные средства массовой информации, а также партнеры и акционеры во всем мире. На данный момент редакция агентства ЕПА предлагает в среднем около 2000 новых фотографий в день.
Услуги агентства ЕПА предоставляются через спутник, FTP или веб-доступ, в зависимости от потребностей и нужд заказчика.

## Архив ЕПА
Архив фотоагентства ЕПА датируется 1997 годом и насчитывает около 6 млн фотографий на складе. Большая часть архивов доступна в Интернете через «epa webgate Архивная копия от 16 июня 2012 на Wayback Machine». Персональний доступ в архив фотоагентства предоставляется клиентам, партнерам и по заявке третьих лиц.

## История
Европейское пресс-фотоагентство ЕПА было основано в 1985 году 7 европейскими информационными агентствами: AFP Франция, ANP Голландия, ANOP (сейчас Lusa) Португалия, ANSA Италия, belga Бельгия, DPA Германия и EFE Испания. Создание общеевропейского агентства новостей было мотивировано отсутствием альтернатив в англоговорящих странах в сфере фотоуслуг, предоставляемых к тому времени.
Первоначально было задумано европейское агентство как средство для обмена фотографиями между агентствами-участниками. На данный момент оно включает в себя международную службу новостей АФП и другие европейские сервисные агентства. В связи с расширением восточной Европы агентство достигло большей независимости и самостоятельности. Открытие новых рынков, наряду с войной в бывшей Югославии дало возможность использовать своих собственных фотографов в этих регионах. Несмотря на эти события, EПА оставалась всегда верна своим принципам и принципам членов совладельцев.

### Акционеры ЕПА и ЕПА going global
К 1995 году в состав ЕПА входили десять стран-участников с вступившим KEYSTONE в 1985 г., АPA Австрия в 1986 году и Lehtikuva Финляндия в 1987 году. Pressensbild Швеция вступил в 1997 году после Scanfoto Норвегии (позднее Scanpix Norge) и Nordfoto Дании (позднее Scanpix Дания) в 1999 году. PAP Польша присоединилась к EПA в 2001 году.
В начале 2003 года после продолжительной реструктуризации и выхода AFP, EPA успешно предоставляет свои услуги на мировом рынке. Позже в 2003 году Lehtikuva, Scanpix Дания / Норвегия и Pressensbild решили выйти из состава aкционеров EПA. На данный момент Scanpix Норвегии, Швеции и Дании продолжают сотрудничество с EПA под названием Scanpix Скандинавия.
ANA Греция (в настоящее время ANA-MPA) вошла в состав ЕПА в 2004 году и MTI Венгрия в 2005 году.
Сегодня ЭПА насчитывает девять стран-участников, которые являются лидерами рынка в своих странах:
- Афинско-Македонское агентство новостей (ANA-MPA),
- Algemeen Nederlands Persbureau (ANP),
- Agenzia Nazionale Stampa Associata (ANSA),
- Austria Presse Agentur (APA),
- Agencia EFE,
- KEYSTONE,
- Lusa — Agência de Notícias de Portugal, Португалия
- Magyar Távirati Iroda (mti),
- Polska Agencja Prasowa (pap),

## Конкуренция
В качестве конкурентов на рынке новостей являются такие ведущие агентства новостей как Associated Press, Reuters и AFP / Getty.